# Spielbank Monte-Carlo
Koordinaten: 43° 44′ 21″ N, 7° 25′ 41″ O

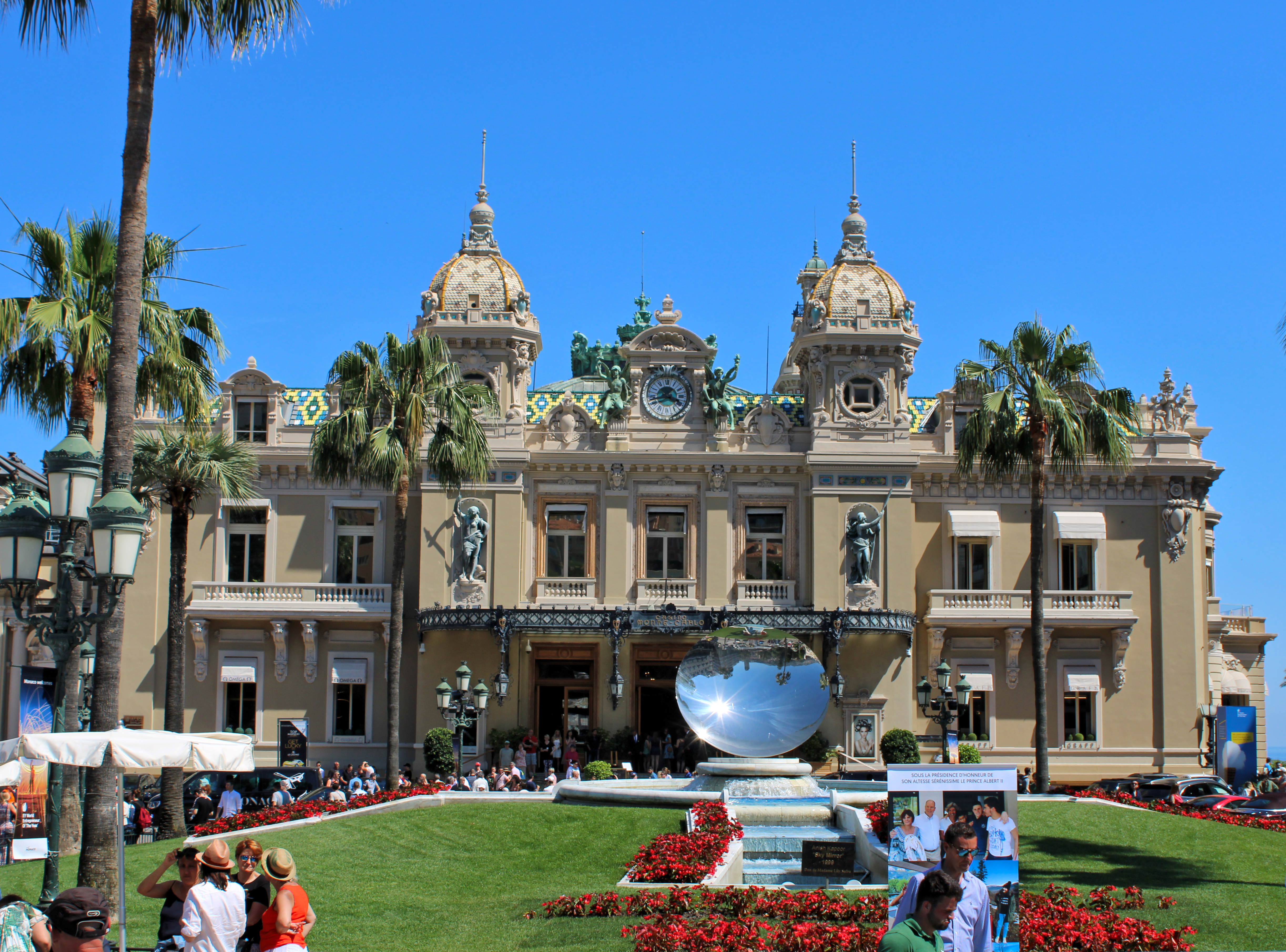
Spielbank von Monte-Carlo 2019

Die Spielbank Monte-Carlo ist eine der bekanntesten Spielbanken der Welt und befindet sich in Monte-Carlo, einem Stadtbezirk von Monaco.

## Geschichte

### Anfänge
Die Geschichte der Spielbank von Monte-Carlo reicht zurück bis ins Jahr 1854, als man sich in Monaco Gedanken über neue Einnahmequellen machte. Am 26. April 1856 wurde vom damaligen Fürsten Florestan die erste Lizenz an die Franzosen Napoléon Langlois und Albert Aubert vergeben. Es dauerte noch bis zum 14. Dezember 1856, bis der Spielbetrieb in einer Villa am Hafen eröffnet wurde.
Auf Grund von Erfolglosigkeit gaben die Konzessionäre ihre Rechte ein Jahr später, am 26. Dezember 1857, an Peter August Daval weiter. Am 13. Mai 1858 wurde unter Teilnahme des zehnjährigen Kronprinzen Albert der Grundstein für den Neubau des Casinos auf den Spelugues gelegt. Im darauf folgenden Jahr legte Daval am 11. Mai 1859 eine Bilanz vor, die über 1 Million Franc Verlust auswies.
Schon am 29. Mai wurde die Konzession auf François Léon Lefèbvre übertragen, der an der Spitze einer Gesellschaft stand, deren Hintermann der Herzog von Valmy war. Da auch dieser erfolglos blieb, streckte Fürst Charles III. seine Fühler in Richtung der rheinischen Spielbanken, insbesondere nach Bad Homburg, aus. Inzwischen wurde das neue Spielcasino am 18. Februar 1863 eröffnet.

### Aufbau der Infrastruktur

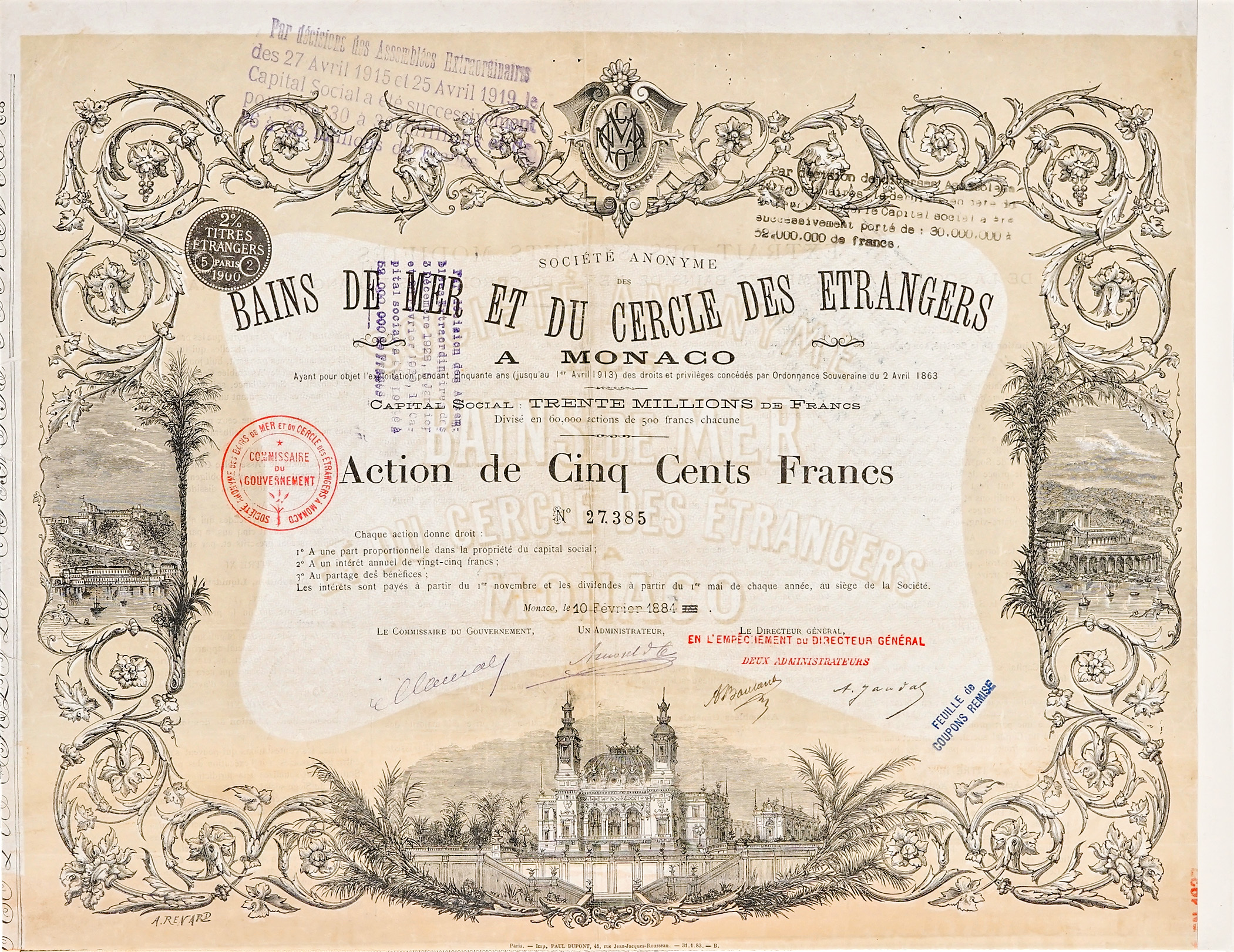
Aktie über 500 Francs der Société Anonyme de Bains de Mer et du Cercle des Étrangers à Monaco, Betreibergesellschaft der Spielbank Monte-Carlo, ausgestellt am 10. Februar 1884

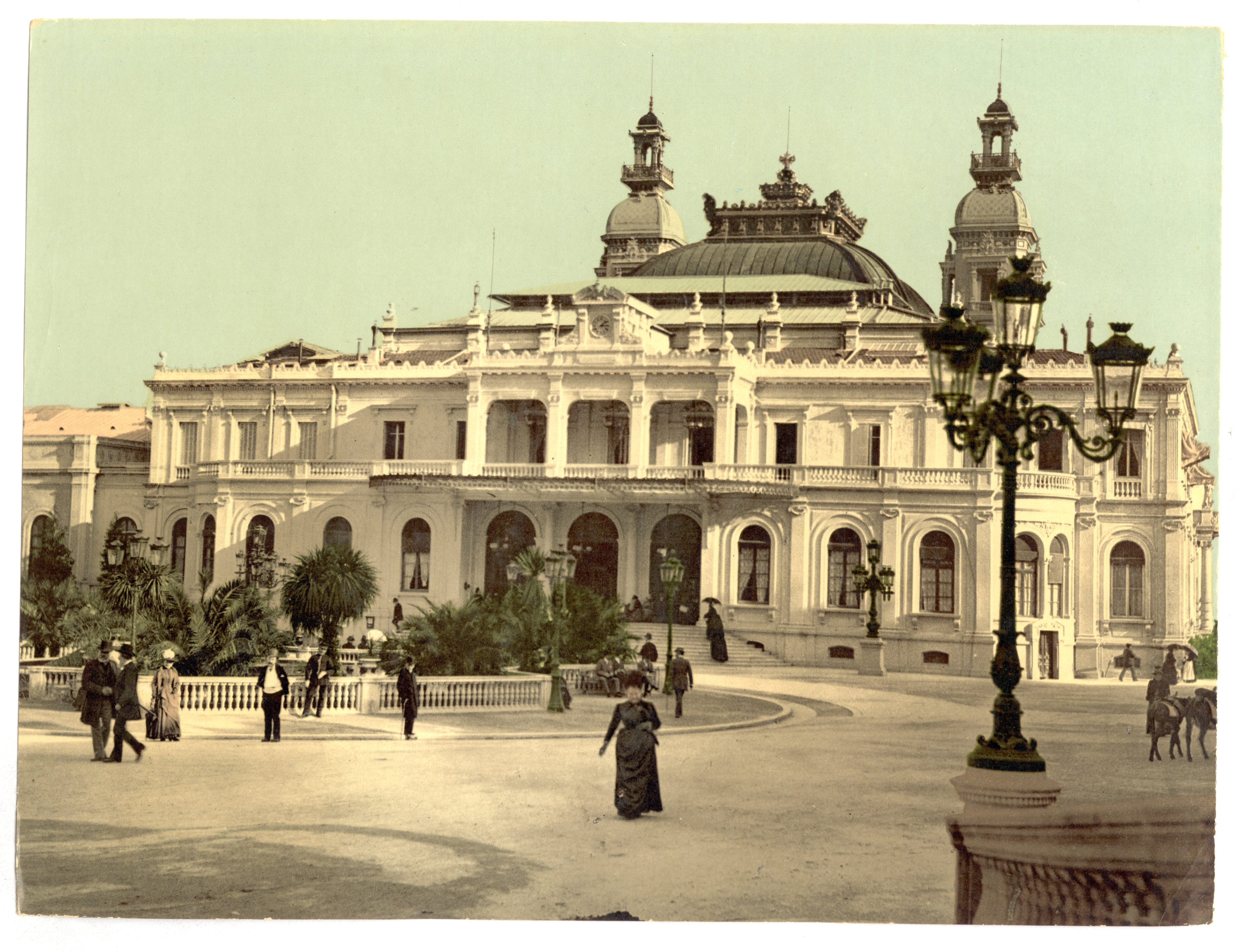
Zwischen 1890 und 1900

Am 1. April 1863 übernahm François Blanc, der bereits die Spielbank Bad Homburg gegründet und zum Erfolg geführt hatte, die Konzession für zunächst 50 Jahre. Dazu gründete er die noch heute bestehende Société des Bains de Mer et du Cercle des Étrangers à Monaco (SBM). Wohl aus diesem Grund wird oft fälschlich behauptet, er habe das Spielcasino gegründet. Blanc erkannte sofort, dass die bisherigen Probleme nicht zuletzt auf die schlechte Verkehrsanbindung und die fehlenden Hotels zurückzuführen waren. Blanc trieb deshalb den Bau von Hotels, der Uferstraße und der Bahnlinie voran. Am 1. Juli 1866 erhielt das Gebiet um das Spielcasino den Namen Quartier de Monte Carlo. Im Oktober 1868 wurde die Eisenbahnlinie eröffnet, was zu einer drastischen Zunahme der Besucher führte, und am 8. Februar 1869 schaffte Charles III. alle direkten Steuern ab. Der Staatshaushalt Monacos wurde von da an für etliche Jahrzehnte allein durch das Spielcasino gedeckt.
Durch den Deutsch-Französischen Krieg von 1870/71 wurde das Casino am 6. September 1870 geschlossen. Das führte dazu, dass zahlreiche Geschäftsleute aus Nizza (20 km westlich, Frankreich) sich dafür einsetzten, das Casino wieder zu öffnen, da sich die Schließung verheerend auf ihre Geschäfte auswirkte. Zuvor und auch später hatten sich nizzaische Bürger und etliche Zeitungen aus moralischen Gründen immer gegen das Spielcasino ausgesprochen. Am 1. Dezember 1870 wurde der Casinobetrieb wieder aufgenommen. Im Jahr 1873 führte der britische Ingenieur Joseph Jagger eine private Untersuchung durch, ob sich die Roulettespiele erwartungstreu verhielten oder statistisch signifikante Abweichungen durch mangelnde Eichung aufwiesen. Als Ingenieur wusste er, dass mechanische Systeme ungenau sein konnten. Zu diesem Zweck heuerte er sechs Personen an, die jeweils an einem Roulettetisch alle Ergebnisse eines Tages aufschrieben. Während er bei fünf Spielen keine Abweichungen fand, konnte er beim sechsten Roulettespiel neun Zahlen ermitteln, die häufiger als statistisch zu erwarten fielen. Mit diesem Wissen gewann Jagger bis zu 450.000 US-Dollar. Trotz Gegenmaßnahmen des Casinos, durch die Jagger eine Verluststrähne erlitt, verblieben ihm zuletzt 325.000 US-Dollar Gewinn. Nach dem Tod von François Blanc am 27. Juli 1877 übernahm zunächst seine Witwe Marie Blanc die Leitung der Spielbank. Sie verstarb jedoch am 25. Juli 1881 im Alter von nur 47 Jahren. Die Nachkommen Blancs verabschiedeten sich nacheinander aus der Leitung der Gesellschaft.

### Basil Zaharoff
Die nächste markante Persönlichkeit in der Geschichte der Spielbank tauchte gegen Ende des Ersten Weltkriegs auf. Die Gewinne des Casinos waren stark zurückgegangen, wodurch die Grimaldis unter Geldmangel litten. Da Fürst Albert I. von Camille Blanc, einem Sohn von François Blanc, der immer noch Direktor war, keine Hilfe erwartete, wandte er sich an den griechischen Waffenhändler Basil Zaharoff. Zaharoff gewährte Albert I. ein Darlehen über eine Million Pfund Sterling, wofür dieser ihm das Recht einräumte, die Spielbank zu einem beliebigen Zeitpunkt übernehmen zu können. Von da ab kaufte Zaharoff über Strohmänner alle erreichbaren Anteile an der Société des Bains de Mer, die unter anderem das Casino betreibt, auf. Am 16. Mai 1923 verkündete er, dass er nun seine Option auf das Casino ausüben wolle, nachdem er sich zuvor vergewissert hatte, dass Frankreich nicht die Absicht hatte, Monaco zu annektieren.
Auf einer Sondersitzung am 18. Mai legte ein Stellvertreter Zaharoffs 23.000 Anteile vor. Camille Blanc wurde abgesetzt und Alfred Delpierre wurde Präsident. Nach dem Tod seiner Frau Maria del Pilar, Herzogin von Villafranca de los Caballeros, im Jahr 1926, die er erst 18 Monate zuvor geheiratet hatte, verlor Zaharoff sein Interesse an der Spielbank und verkaufte seine Anteile mit hohem Gewinn an ein Syndikat, dem das Pariser Bankhaus Dreyfus & Company angehörte.

### Zweiter Weltkrieg
Während des Zweiten Weltkriegs standen die Räder im Spielcasino niemals still. Seit der Niederlage Frankreichs wurde Monte-Carlo zum bevorzugten Tummelplatz einer Mischung aus französischen Kollaborateuren, deutschen und italienischen Geschäftsleuten, Wehrmachtsoffizieren auf Urlaub und Abenteurern unbekannter Herkunft. Viele dieser neuen Besucher machten riesige Einsätze. Im ersten Kriegsjahr machte das Casino noch einen Verlust von fünf Millionen Francs, 1941 betrug der Gewinn schon wieder sechs Millionen Francs und stieg in den folgenden Jahren auf 106 Millionen.

### Aristoteles Onassis
Nach dem Ende des Kriegs gingen die Geschäfte schlechter, die SBM und damit auch das Spielcasino gerieten erneut in eine finanzielle Schieflage. In dieser Situation besuchte der griechische Milliardär Aristoteles Onassis 1952 Monaco. Ihm fiel das leer stehende Gebäude des „Winter Sporting Clubs“ in der Nähe des Casinos auf. Er wollte das Gebäude von der SBM mieten, wurde aber abgewiesen. Auch zwei Kaufangebote schlug man aus. Daraufhin begann der verärgerte Onassis, die Aktien der SBM über Mittelsmänner aufzukaufen. Von den 1 Million Aktien gehörten seinerzeit 200.000 dem Fürsten, mittlerweile Rainier III., der ebenfalls mit der Leitung der Gesellschaft unzufrieden war. Es gelang Onassis, 300.000 Aktien zu erwerben.
Wie es bereits sein Landsmann Zaharoff vorführte, ließ auch er sich bei der Jahresversammlung am 15. Januar 1953 vertreten und brachte einen Vertrauensmann an die Spitze des Unternehmens. Anstatt nur eines Gebäudes, hatte Onassis jetzt die Kontrolle über die ganze Gesellschaft mit dem Spielcasino und einigen Hotels. Er investierte nochmals große Summen und spätestens ab der Hochzeit zwischen Fürst Rainier und Grace Kelly begann der Betrieb wieder zu florieren. In den 1960er Jahren kam es zwischen Rainier und Onassis zu Differenzen darüber, wie die weitere Entwicklung Monacos aussehen sollte. Während Onassis weiterhin ein Dorado für Millionäre bevorzugte, wollte Rainier sein Land einem breiteren Zustrom von Touristen öffnen. Am 7. Juli 1965 berichtete Der Spiegel sogar, Rainier habe mit der Verstaatlichung der SBM gedroht. Onassis zog sich in der Folge aus der SBM zurück.

### Seit dem Jahre 2000
Damit war auch die vorläufig letzte Blütezeit des Spielcasinos vorüber. Es trägt heute ca. 5 Prozent des Staatshaushalts Monacos und machte in mehreren Jahren Verluste. Am 28. Januar 2003 wurde der Staatsvertrag mit der SBM um weitere 20 Jahre verlängert. Die SBM brauchte bis 2005 nur 13 statt der vorgesehenen 20 Prozent ihres Gewinns an den Staat abzugeben, danach dann gestaffelt wieder mehr. Die SBM ist heute überwiegend eine Hotel- und Restaurantgesellschaft, zu ihr gehören außer dem Casino zwölf Spitzenrestaurants, vier Luxushotels, der Monte Carlo Sporting Club, das Kurhaus Thermes Marins, Diskotheken, das Cabaret, die Opéra de Monaco und der berühmte Beach Club.
Im Juli 2004 tauchten Berichte auf, wonach die SBM gemeinsam mit dem US-amerikanischen Casinomilliardär Steve Wynn in der Bucht von Monaco ein schwimmendes Mega-Casino bauen werde.
Im September 2011 meldete die SBM für das Geschäftsjahr 2010/2011 einen Verlust in Höhe von 17,3 Millionen Euro, das war das erste Verlustjahr seit 1996/97. Im Juni 2014 nannte die SBM einen Verlust von 11,8 Millionen Euro für die Spielbank gegenüber 32,7 Millionen Euro im Jahr davor. In der Saison 2018/19 konnte er auf 8 Millionen Euro reduziert werden. Neben den klassischen Spielern aus Osteuropa und Italien kamen mehr Kunden aus dem Nahen Osten und China.
Für 2020 war eine Modernisierung im Stil der Casinos von Las Vegas geplant. Das historische Dekor aus dem 19. Jahrhundert mit Holzvertäfelung und Vergoldungen schrecke zu viele neue Spieler ab.

## Trivia
Einwohnern Monacos mit monegassischer Staatsbürgerschaft einschließlich der fürstlichen Familie ist es rechtlich nicht erlaubt, an Spielen im Casino teilzunehmen.